# Linnaka
Linnaka is een plaats in de Estlandse gemeente Saaremaa, provincie Saaremaa. De plaats heeft de status van dorp (Estisch: küla) en telt 25 inwoners (2021).
Linnaka behoorde tot in oktober 2017 tot de gemeente Leisi. In die maand werd Leisi bij de fusiegemeente Saaremaa gevoegd.

## Kerk
De kerk van het buurdorp Karja, gewijd aan Sint-Catharina en Sint-Nicolaas, ligt op het grondgebied van Linnaka. In 1254 werd voor het eerst melding gemaakt van een houten kerk op deze plaats. Tijdens de Opstand van de Sint-Jorisnacht in 1343 werd ze vernield. Later in de jaren veertig van de 14e eeuw werd een nieuwe, stenen kerk in gotische stijl gebouwd. In de 16e eeuw werd ze uitgebreid met een voorportaal. Een klokkentoren ontbreekt. De kerk is klein, maar rijk gedecoreerd. Veel beeldhouwwerk en muurschilderingen dateren al van de tijd dat de kerk werd gebouwd. Het doopvont dateert uit de 14e eeuw, een crucifix bij het altaar uit de 15e eeuw en de preekstoel uit 1638. Het altaarstuk is een kopie uit 1887 van een schilderij van Guido Reni. Dankzij het hoge gewelfde plafond lijkt de kerk groter dan ze is.
De houten pastorie bij de kerk werd in 1883 door brand verwoest. Daarna is ze in steen herbouwd.

## Geschiedenis
Een nederzetting in de buurt van de kerk bestond al in de 13e eeuw, vermoedelijk rond de tijd dat de bouw van de houten voorloper van de Catharinakerk begon. In 1645 was er sprake van een boerderij Linnako Tönniß op grond die toebehoorde aan de kerk. In 1811 werd voor het eerst een dorp met de naam Linnaka genoemd.

## Foto's

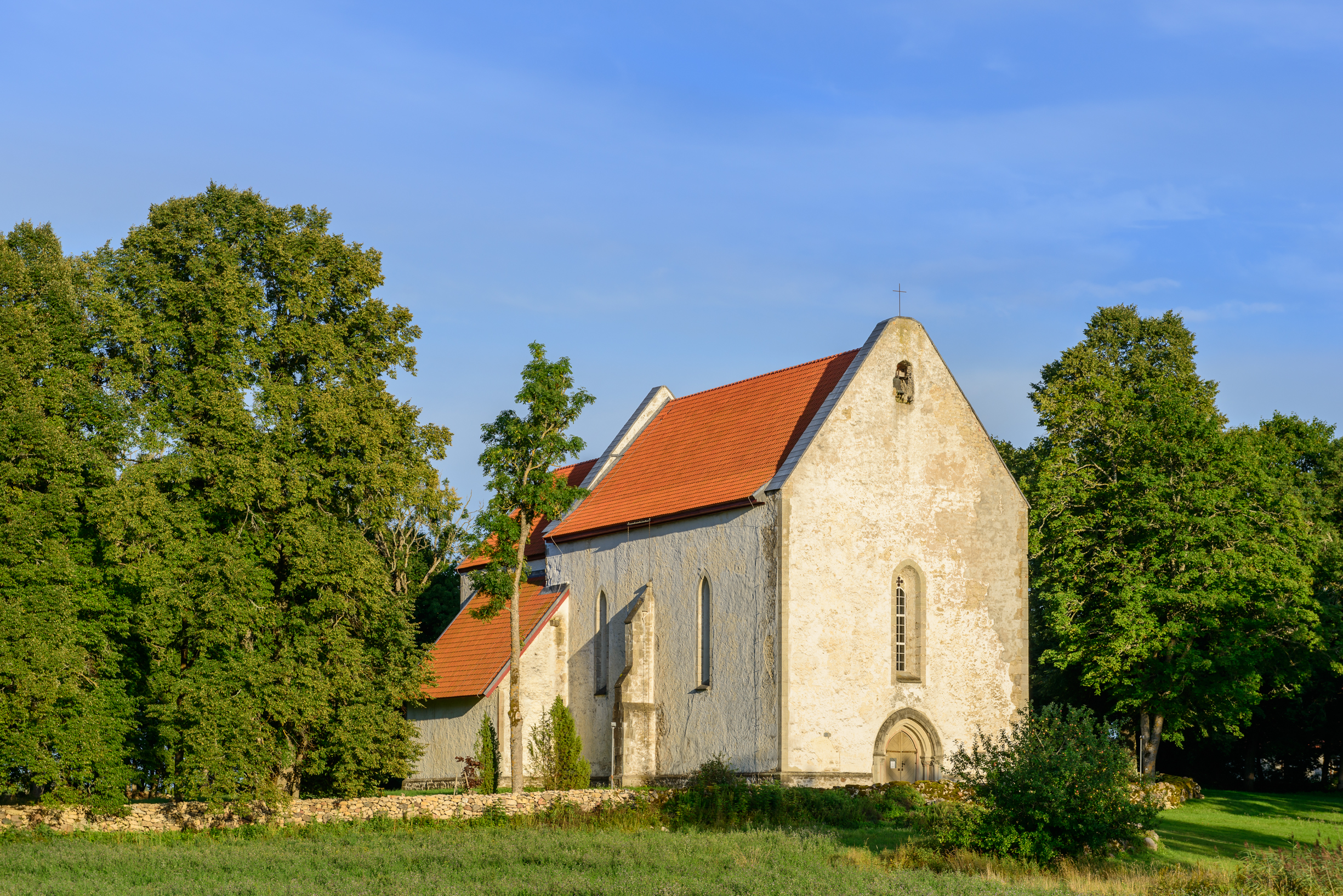
Kerk van Karja
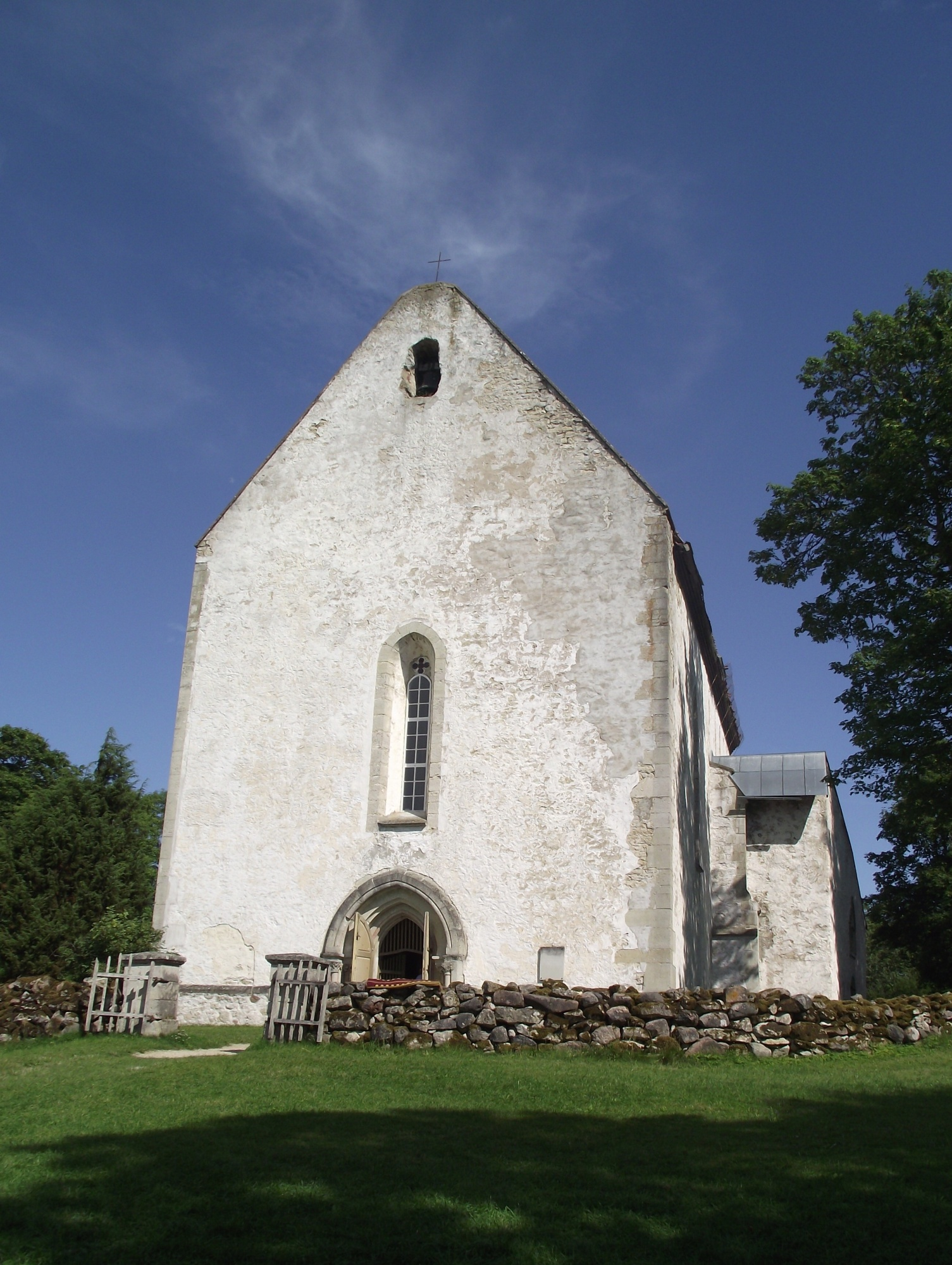
De kerk, vooraanzicht
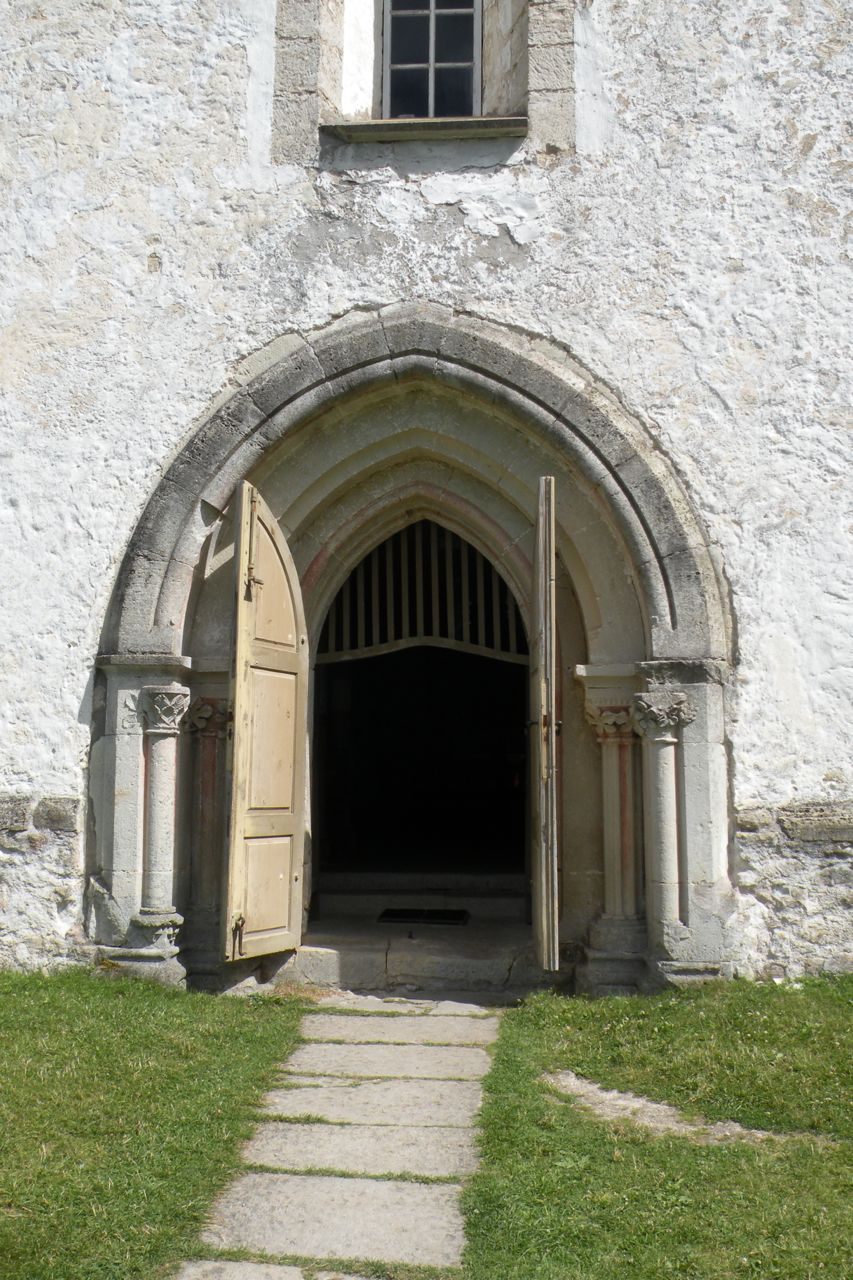
De ingang
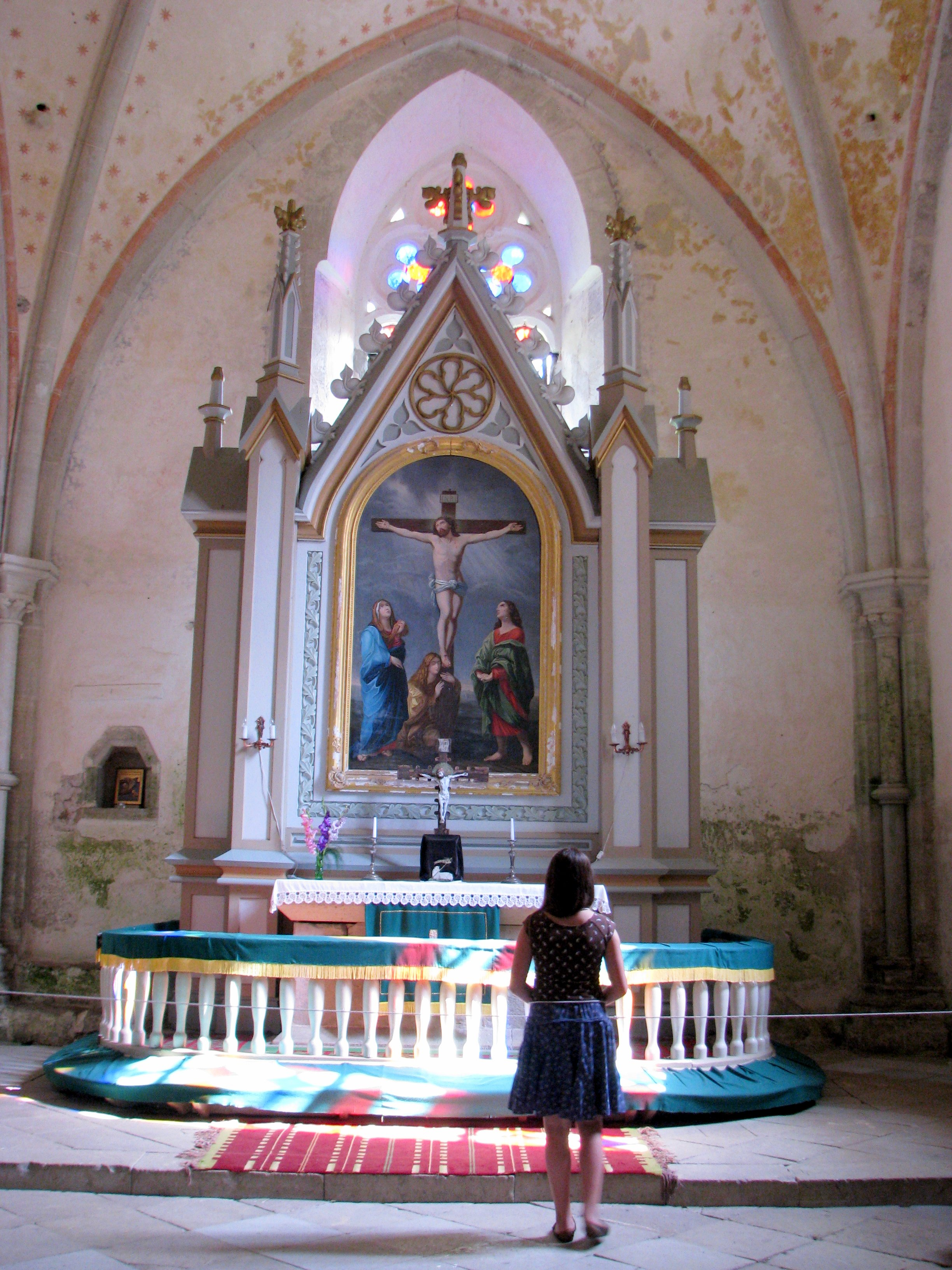
Het altaar
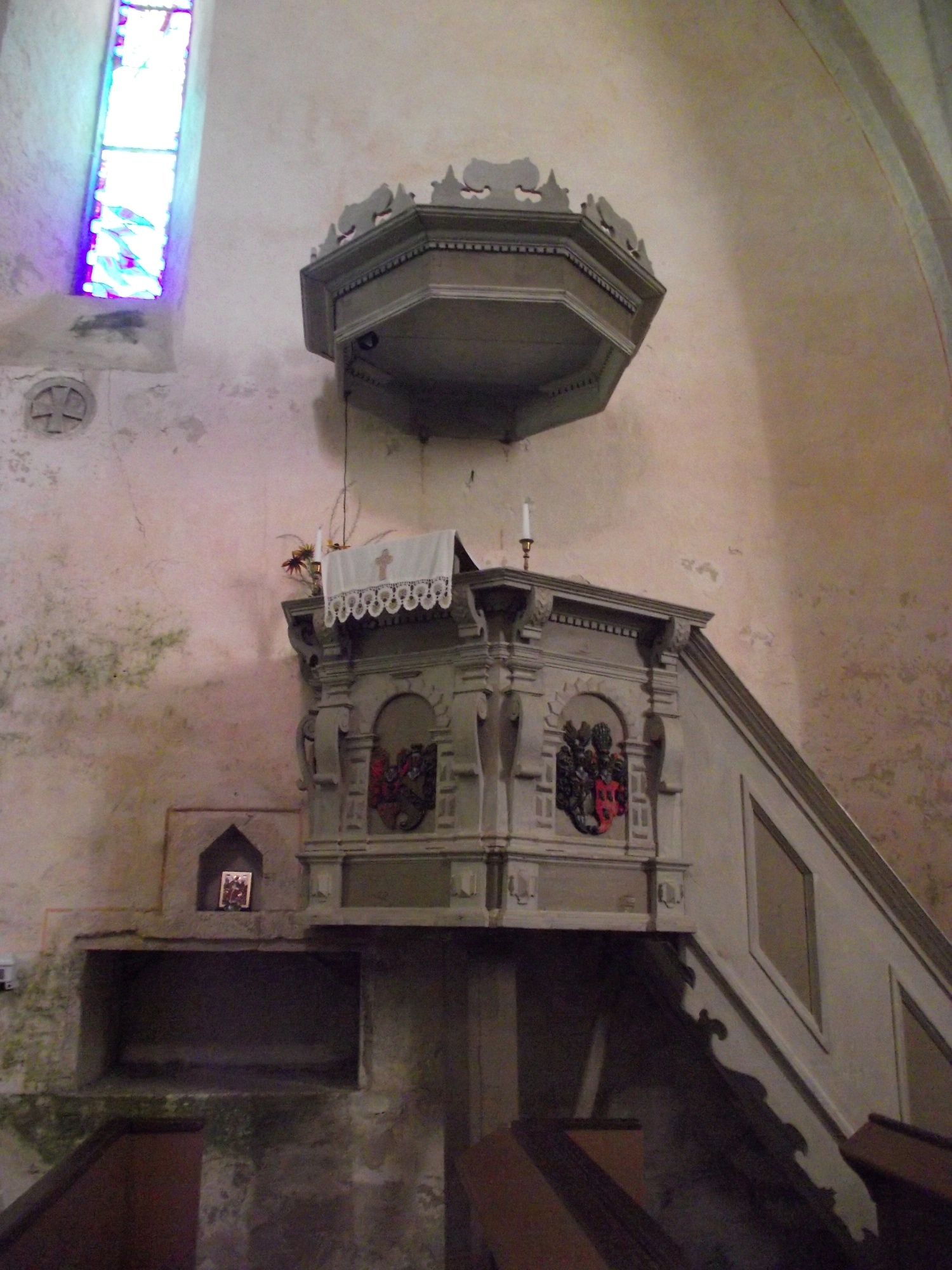
De preekstoel
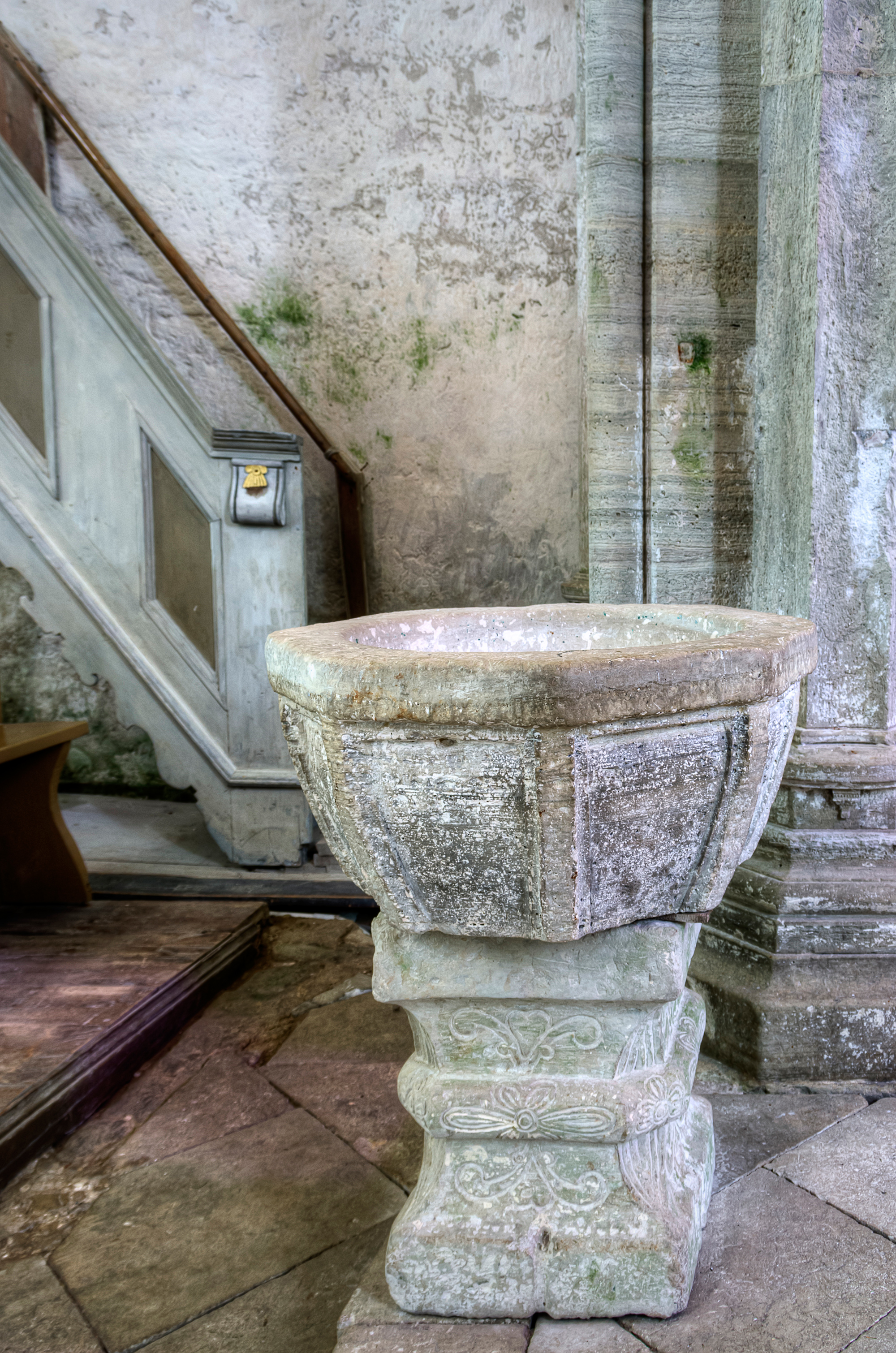
Doopvont
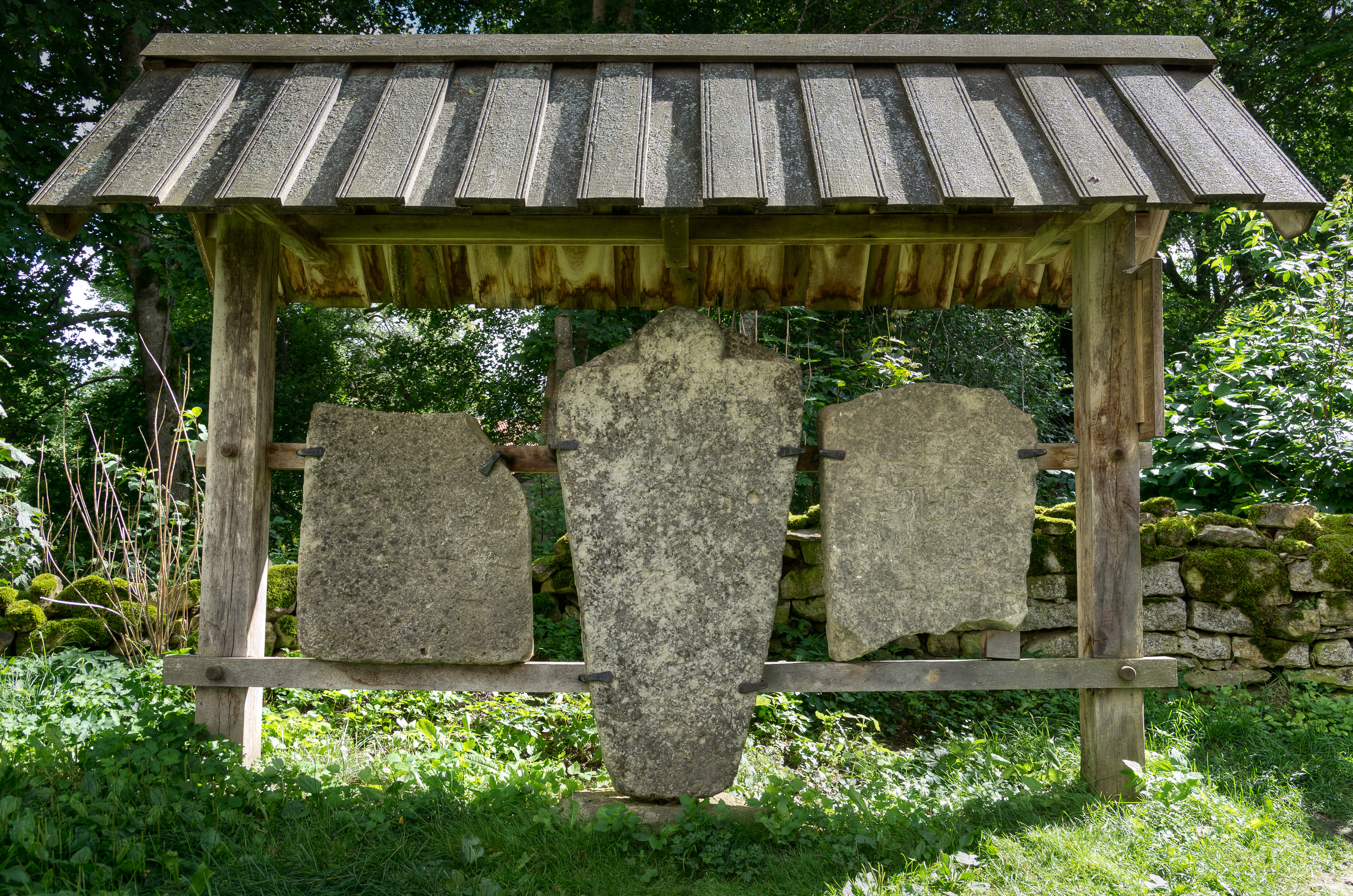
Resten van oude grafstenen
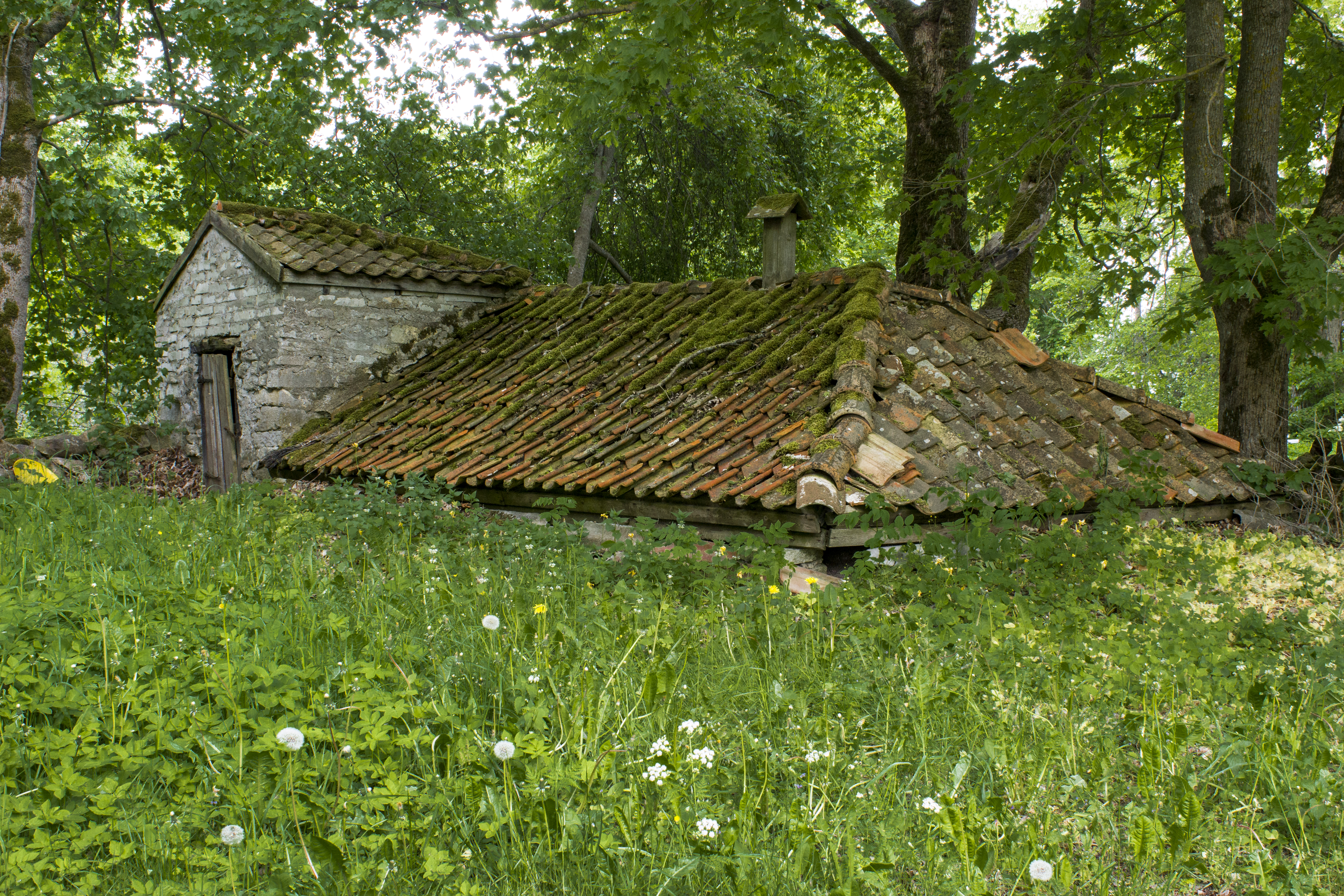
Kelder bij de pastorie
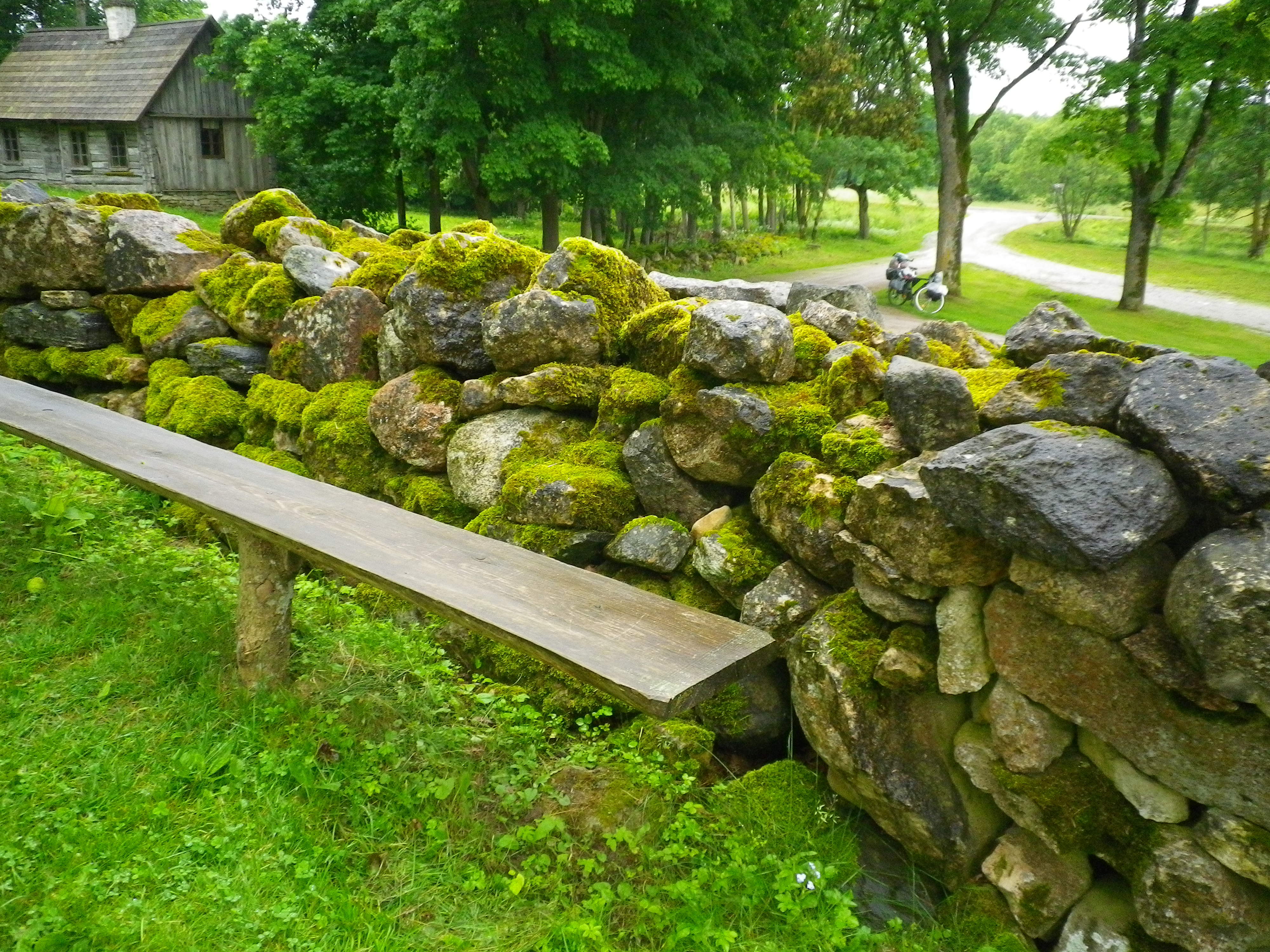
Muur bij het kerkhof